# 縱帶磨塘鱧
縱帶磨塘鱧，为輻鰭魚綱虾虎鱼亚目鰕虎鱼科的其中一種。

## 分布
本魚分布於日本南部及臺灣海域。

## 特徵
本魚體延長略呈圓柱狀，眼略突出，腹鰭癒合成吸盤。魚體呈橘紅色或紅色，頭部具2條模糊的紅色短紋，體長可達3公分。

## 生態
本魚棲息在亞熱帶海域的礁洞或石縫中，警戒心強，不易觀察，屬肉食性，以小型底棲無脊椎動物及浮游動物為食。